# Murviel-lès-Montpellier
Murviel-lès-Montpellier är en kommun i departementet Hérault i regionen Occitanien i södra Frankrike. Kommunen ligger i kantonen Pignan som tillhör arrondissementet Montpellier. År 2022 hade Murviel-lès-Montpellier 2 002 invånare.

## Befolkningsutveckling
Antalet invånare i kommunen Murviel-lès-Montpellier
Referens:INSEE